# 紹伊爾庫帕烏帕齊拉
紹伊爾庫帕乌帕齐拉是孟加拉国切尼達縣的一个乌帕齐拉，位於庫爾納专区的切尼達縣。。

## 人口
據1991年孟加拉國人口普查，紹伊爾庫帕共有戶數51,595戶，人口293341人。其中男性佔比51.43%，女性佔比48.57%；成年人口151,516人。該地7歲以上人口之平均識字率為66.3%，高於全國平均值（32.4%）。